# Anomalorhiza shawi
Anomalorhiza shawi är en manetart som beskrevs av S.F. Light 1921. Anomalorhiza shawi ingår i släktet Anomalorhiza och familjen Lychnorhizidae. Inga underarter finns listade i Catalogue of Life.